# Zarinsk
Zarinsk (Заринск en ruso) es una localidad rusa del krai de Altái ubicada a orillas del río Chumysh a 99 km al este de Barnaúl, la capital del krai. Según el censo de 2010, su población rondaba 48 456 habitantes.

## Demografía
| 1959  | 1970  | 1979   | 1989   | 1996   | 2002   | 2008   |
| ----- | ----- | ------ | ------ | ------ | ------ | ------ |
| 9 600 | 8 300 | 19 300 | 50 200 | 53 700 | 50 368 | 49 661 |

## Estatus administrativo y municipal
Zarinsk forma parte del distrito de Zarinsky, aunque administrativamente no lo es. Fue incorporado como localidad del krai obteniendo un estatus igual que el de otros barrios.[cita requerida].
Municipalmente pertenece al okrug urbano de Zarinsk.